# محمد حسين الخليلي
محمد بن حسين الخليلي (؟ - 1936 م/ 1355 هـ) فقيه جعفري وشاعر عراقي. ولد في النجف وهو ينتمي إلى أسرة الخليلية المعروفة. فدرس على والده أولًا ثم تتلمذ عند محمد كاظم الخراساني وغيره من علماء عصره وتمت إجازته. وبعد وفاته والده قام مقامه في إمامة الجماعة، ثم ترك الجماعة إلى العتبة العلوية حيث لازم العبادة منفردًا وتفرغ للشعر والتأليف. له عدة مؤلفات فقهية ورسالات وديوان شعر، مخطوط. 

## سيرته
ولد في محمد بن ميرزا حسين الخليلي في النجف في سنة غير معروفة. ونشأ بها وأخذ عن علماء عصره منهم والده، ومحمد كاظم الخراساني. حتى صار من فقهاء عصره واشتغل بالتدريس. تخرج على يديه جمع من العلماء. أقام الصلاة بعد وفاة أبيه ثم ترك ذلك. وصف بأنه كان «تقيًا عارفًا كثير العبادة والتجهد، مع مرح ورقّة في النفس وعذوبة».

توفي سنة 1355 هـ في مسقط رأسه ودفن بمقبرة والده المعروفة. 

## شعره
كان شاعرًا وأديبًا، قرض الشعر صغيراً، وله شعر كثير. جاء في معجم البابطين «يدور شعره حول شكوى الزمن، مازجًا في شكواه بين مديح النبي ()، ورثاء آل البيت الكرام، الذين يختصهم بجل مدائحه ومراثيه، يميل إلى الحكمة واستخلاص العبر، ويعالج تصاريف الزمن في علاقته بالإنسان، ملتمسًا في ذلك خُطا أجداده من أمثال «المتنبي». كما كتب في الحنين إلى مغاني الصبا، وذكريات الشباب. وله شعر في العتاب، إلى جانب شعر طريف له في وصف ناقة، كما كتب في رثاء الأبناء مسترشدًا بطريقة أسلافه كابن الرومي وغيره. كتب الشعر ملتزمًا النهج القديم لغة وخيالاً وبناء.»  ومن شعره قوله في علي بن أبي طالب:

## آثاره
له مؤلفات، منها:
- «غريب القرآن»: يشتمل على أقسام ثلاثه، الأول أسماه «السور» والثاني «الكلمات العربية»، والثالث «التفسير المستقى من أشهر التفاسير».
- كتاب في الطهارة
- كتاب في الخمس
- جواز نقل الموتى
- رسالة في اللباس المشكوك
- منجزات المريض
- ديوان شعره

## وصلات خارجية
- في بوابة الشعراء